# Каменный (Вологодская область)
Каменный — починок в Никольском районе Вологодской области.
Входит в состав Нигинского сельского поселения, с точки зрения административно-территориального деления — в Нигинский сельсовет.
Расстояние по автодороге до районного центра Никольска — 30 км, до центра муниципального образования Нигино — 12 км. Ближайшие населённые пункты — Пятаков, Филинский, Марково.
По переписи 2002 года население — 21 человек (10 мужчин, 11 женщин). Всё население — русские.